# Аршам (цар Вірменії)
Аршам (вірм. Արշամ) (Арсамес; Артавазд) (? -228 до н. е.) — цар вірменського царства Софени й Коммагени

## Біографія
243 року до н. е. замінив свого батька Самеса на престолі вірменського царства Софени й Коммагени. Аршам був одним із перших вірменських правителів, хто почав карбувати свою монету. Його монети є одним із найбільш ранніх пам'ятників вірменської елліністичної культури, що збереглись дотепер.
На лівому березі притоки Євфрата — річці Арацані він заснував місто Аршамашат (нині Шимшат у Туреччині), а в Коммагені — два міста Арсамеї.
За часів свого царювання Аршам усіляко надавав підтримку брату Селевку II та претенденту на престол Селевкідів — Антиоху Гієраксу. Близько 240 року до н. е. Аршам намагався проголосити себе незалежним царем, однак не домігшись свого він підкорився селевкідським правителям. Від Аршама трон успадкував його син Ксеркс